# Образование в Словении
Образование в Словении от начального до среднего (в том числе программы и развитие системы образования) регулируется Национальным образовательным институтом Республики Словения.

## Школа
Дети идут в школу в возрасте 6 лет и оканчивают её в 15 лет. Каждая группа детей, рождённых в один и тот же год, составляет один класс в школе. Год делится на два полугодия, в каждом из которых у детей есть каникулы (осенние, рождественские, зимние и майские). Каникулы длятся в среднем неделю. Учебный год заканчивается 24 июня, до 1 сентября у детей каникулы. Также учебными днями не являются дни государственных праздников.

### Первая стадия
В течение первых пяти лет обучения в школе дети ходят в один класс, у них один учитель. Отдельные учителя преподают физкультур изобразительное искусство и музыку. Старший учитель помогает главному учителю вводить учеников в систему обучения. Обучение начинается с чтения, письма и счёта. Дети изучают родной язык (словенский, венгерский или итальянский — зависит от того, где они учатся), математику, естественные и общественные науки, музыку, физкультуру и изобразительное искусство. С четвёртого класса они изучают иностранные языки (в основном английский). До 4 класса детям ставят словесные оценки, но за контрольные они получают оценки в балльной системе.

### Вторая стадия
С шестого класса у детей появляются несколько учителей. Главный учитель преподаёт один-два предмета, по остальным есть отдельные учителя. Дети изучают математику, родной и иностранный языки, физкультуру, музыку, географию, историю и изобразительное искусство. Позднее добавляются физика, химия, биология и труды. В седьмом класса дети должны выбрать как минимум 2 часа предметов по выбору (и по желанию 3 час). Всего предлагается 40 предметов, в том числе иностранные языки, астрономия, изящные искусства, информатика и т.д.

### Государственные экзамены
В конце 3-го, 6-го и 9-го классов дети сдают специальные государственные экзамены по математике, родному языку и первому иностранному языку. Третий предмет, экзамен по которому сдаётся в 8-м или 9-м классе, определяется министром образования. Результаты экзаменов проверяются: в первых двух случаях они просто отмечают общий уровень знаний у учеников, а вот в 9-м классе уже фиксируются итоги обучения в школе. Набранные баллы ранее играли решающую роль, если ученик хотел продолжить дальнейшее обучение. Однако с новой системой образования набранные баллы учитываются лишь тогда, когда ученики из той же школы имеют одинаковые оценки, и школа должна на основании экзаменов принять решение о том, кто стал лучшим учеником.

### Оценки
Система оценок не отличается от той, что действовала в Югославии и СССР — это пятибалльная система, в которой высшей является оценка «5» (отлично), а низшей — «1» (неудовлетворительно). Причём оценка «1» является единственной отрицательной, т.е. оценка «2» подразумевает сдачу экзамена или успешное выполнение задания.

## Национальный образовательный институт
Национальный образовательный институт Республики Словения является главной общественной организацией Словении, которая занимается развитием образовательной системы страны: детских садов, начальных школ, средних школ, музыкальных школ и школ-интернатов.

## Высшее образование
Выпускники средних школ могут поступить в профессиональное техническое училище, художественную академию или университет. В стране есть три крупнейших государственных университета: Люблянский университет, Мариборский университет и Приморский университет. К другим частным университетам относятся Университет Нова-Горицы, Евро-средиземноморский университет Словении и другие. По данным Академического рейтинга университетов мира, Люблянский университет входит в Топ-500 лучших университетов мира.